# Kim Hong-jun
Dans ce nom coréen, le nom de famille, Kim, précède le nom personnel.
Kim Hong-jun est un réalisateur et scénariste sud-coréen.

## Biographie
Il fut l'assistant de Im Kwon-taek dans les studios Chungmu-ro et enseignant à l'université nationale des arts de Corée

## Filmographie sélective

### Réalisateur
- 1994 : La Vie en rose
- 1996 : Jungle Story (ko)
- 2006 : Two or Three Things I Know About Kim Ki-young

### Scénariste
- 2005 : A Boy Who Went To Heaven